# Manyika
El manyika és un dialecte del xona en gran part parlada pels manyika a la part oriental de Zimbabwe i a l'altre costat de la frontera a Moçambic. Inclou els dialectes ChiBocha, ChiUngwe, i ChiManyika, del qual el manyika rep el seu nom.
El chiManyika és parlat pels habitants de la part nord de la província de Manicaland de Zimbabwe, (Nyanga, l'àrea Honde Valley de Mutasa) mentre que el ChiBocha és parlat a la part sud de Manicaland. El manyika difereix del dialecte més predominant zezuru en una varietat de petites formes.

## Característiques
Existeixen algunes variacions en el vocabulari de paraules i prefixos. Per exemple, el prefix 'va-' (utilitzat en xona abans dels noms masculins per significar antiguitat i respecte) se substitueix per 'sa-' en manyika. També el prefix 'va-' s'utilitza com a col·lectiu, per exemple xona estàndard vanhu vakaenda vakawanda, és substituït per 'wa-' per convertir-se en wanhu wakaenda wakawanda. Com a resultat, el manyika no utilitza el prefix 'va' en cap forma, ja que la pronuncien, ja sigui com a 'sa' o 'wa'. Aquesta és la forma en què són reconeguts els manyika.
Els verbs en aquesta llengua tonal es divideixen en dos grups. Els patrons tonals dels verbs pertanyents a un grup es mostren a continuació en el cas de l'infinitiu, que té ku- com a prefix: 
- kupá 'donar', kubátá 'agafar', kupómérá 'renyar', kukúrúdzíra 'encoratjar';
- kumúpá 'donar-li (quelcom)', kumúbátá 'agafar-lo', kumúpómérá, kumúkúrúdzíra;
- kuzvípa 'donar-se (a algú)', kuzvíbatá 'agafar-se', kuzvípomerá, kuzvíkurudzirá.

Aquests patrons tonals poden ser representats per kuCV’CV’CV’X, kuÓCV’CV’CV’X, kuŔXCá, on X representa una cadena de fonemes de qualsevol longitud, O per a un prefix d'objecte, i R per a un prefix reflexiu, amb un regle d'ajust a les dues primeres fórmules que si X=Ø, l'última CV’ pot ser Ø, i si ambdós són Ø, la segona CV’ també pot ser Ø, i amb un a l'última fórmula que si X=Ø, Cá esdevé Ca.
Els patrons tonals dels verbs pertanyents a l'altre grup es mostren a continuació:
- kubwa 'deixar', kumutsa 'aixecar-se', kutarisa 'mirar', kuswatanudza 'fer (quelcom) alçar-se';
- kumúmútsa, kumútárisa, kumúswátanudza;
- kuzvímutsá, kuzvítarisá, kuzvíswatanudzá.

La representació tonal seria: kuX, kuÓCV’X, kuŔXCá.
Aquesta llengua té molts temps d'indicatiu (com el remot passat, passat recent, passat progressiu, present, etc.), inclosos els negatius.